# Yiğit Özşener
Yiğit Özşener (nevének hozzávetőleges kiejtése: [jiit özsener]); İzmir, 1972. április 6.) török színész, Magyarországon az Ezel című sorozattal lett ismert, Törökországban számos film, televíziós sorozat és színházi fellépés fűződik a nevéhez.

## Élete és pályafutása
Özşener İzmirben nőtt fel, Meral és Yılmaz Özşener elsőszülött gyermekeként. A középiskolai tanulmányai után a Yıldız Műszaki Egyetem elektrotechnikai mérnök szakára jelentkezett, melyet 1996-ban végzett el. Még az egyetemi évei alatt ismerkedett meg a színészettel, 1994-ben a Studio Oyuncuları elnevezésű színtársulat tagja lett. Első hivatalos színpadi szerepét egy évvel később kapta meg a Gergadanlaşma című darabban. 1999-ben a Koç Egyetemen is diplomát szerzett menedzsment szakon.
2000 és 2004 között a Turkcell távközlési vállalat reklámfilmjeinek főszereplőjeként vált országosan ismertté.
2001-ben kapta első televíziós szerepét a Karanlıkta Koşanlar című sorozatban. Számos televíziós szerep után A szív útjai című sorozat negatív szereplőjeként vált igazán elismertté, majd az Ezel című sorozattal külföldön is megismerték a nevét. Magyarországon mindkét sorozatot az RTL Klub kereskedelmi csatorna mutatta be. 
Özşener kiválóan beszél angolul és franciául.

## Filmográfia
Az én csodálatos életem (2023-24) Onur Gümüscü
Cesur ve Güzel- (2016-17) Riza
- Bosszú (2. évad) – 2013-2014 ...Rüzgar Denizci (tévésorozat)
- Hazugságok gyűrűjében – 2012 .... Selim Karan (tévésorozat)
- Kaybedenler Kulübü (film)
- Aşk Tesadüfleri Sever (film)
- Ezel – 2009 ...Cengiz Atay (tévésorozat, magyar hang: Dányi Krisztián)
- Güneşi Gördüm – 2009 ...Caner (film)
- Prenses Lissi ve Karadamı Yeti – 2008 (szinkronhang)
- Kung Fu Panda – 2008 (szinkronhang)
- Yoldaki Kedi – 2007 (rövidfilm)
- Kayıp – 2007 (minisorozat)
- A szív útjai – 2007 ...Cemil (tévésorozat, magyar hang: Dányi Krisztián)
- Beş Vakit – 2006 ...Yusuf (film)
- Taklit – 2006 (rövidfilm)
- Kabuslar Evi: Onlara Dokunmak – 2006 ... Yunus (tévéfilm)
- Rüya Gibi – 2006 ... Cenk Öztürk (tévésorozat)
- Last Looks (film)
- Tombala – 2005 (tévéfilm)
- Rüzgarlı Bahçe – 2005 ... Ozan (tévésorozat)
- Gece 11:45 – 2004 ... Okan (film)
- One Day In Europe – 2004 ...rendőr (film)
- Çalınan Ceset – 2004 ... Yiğit (tévéfilm)
- Apartman – 2004 (rövidfilm)
- Arapsaçı – 2004 (tévésorozat)
- 24 Saat – 2004 ... Yiğit (tévésorozat)
- Crude (Fırsat) – 2003 ... Ali (film)
- Giz – 2003
- Prenses...Kankam ve Ben – 2003 (rövidfilm)
- Estağfurullah Yokuşu – 2003 ... Sadi (tévésorozat)
- Zeybek Ateşi – 2002 ... Burak (tévésorozat)
- Unutma Beni – 2002 ... Esat (tévésorozat)
- O Şimdi Asker – 2002 ... Ömer (film)
- Yeşil Işık – 2001
- Karanlıkta Koşanlar – 2001 ... Mehmet (tévésorozat)
- Model – 2001 (rövidfilm)
- Üzgünüm Leyla – 2001
- Herkes Kendi Evinde – 2000